# Les Allumettes suédoises
Les Allumettes suédoises est un roman de Robert Sabatier paru en 1969. Ce fut un immense succès de librairie.

## Résumé
Au début des années 30, Olivier Châteauneuf, dix ans, orphelin de père, vit à Montmartre, rue Labat. Il y grandit insouciant avec ses copains (Riri, Loulou, Capdeverre...) et sa mère, la jeune et jolie mercière Virginie. Un matin cependant, celle-ci ne se réveille pas. 
Provisoirement recueilli par ses cousins Jean et Élodie, de jeunes mariés qui vivent dans le quartier, il échappe au déracinement redouté. Grâce à sa liberté de petit orphelin, il peut continuer de flâner dans « son » quartier, limité par le boulevard Barbès et la rue Marcadet. Dans sa solitude et son désespoir, il côtoie quelques figures chaleureuses et pittoresques : le mystérieux infirme Daniel, surnommé l'Araignée en raison de ses malformations, qui lui offre ses premiers livres ; la troublante et ravissante Mado, dont les charmes ne le laissent pas indifférent ; l'ultraconservateur Gastounet, nostalgique du passé et de la Grande Guerre ; le sans-filiste Lucien-le-Bègue et sa femme poitrinaire ; la vieille concierge Albertine Haque, obèse, bourrue, ridicule, mais qui aime offrir des tartines de chocolat… Et il y a surtout Bougras, un anarchiste septuagénaire, qui, bien que misanthrope, se prend d'amitié pour lui. Il lui apporte ainsi le partage, la chaleur et une sorte de figure paternelle qu'il recherchait. L'enfant l'accompagne dans quelques-uns de ses mille « petits boulots » et bricole avec lui des bagues dans des pièces de monnaie, part à la recherche de bois de chauffage ou va cirer les parquets d'un appartement de « riches ».
Mais le chômage frappe la société de l'époque. Jean et Élodie ne peuvent plus l'héberger malgré l'affection qu'ils ont pour lui. Le départ est inévitable pour ce lointain Paris où vivent sa tante Victoria et son oncle qui « ont réussi ».

## Commentaires
Les Allumettes suédoises conte les angoisses et les tribulations d'un enfant. C'est tout un monde qu'explore ce livre, celui de l'enfance en général, de celle de l'auteur en particulier, mais aussi celui du petit Paris des années 1930.
Le roman de Sabatier se situe en marge des littératures savantes. C'est un roman traditionnel et sans prétention. Le ton et la justesse de l'évocation rappellent parfois Oliver Twist de Charles Dickens[réf. nécessaire].
Ce roman publié en 1969 est le premier d'une série de huit livres dans lesquels revient le personnage d'Olivier. Ce cycle intitulé Le Roman d'Olivier comprend donc les volumes suivants, qui n'ont pas été écrits et publiés dans l'ordre chronologique :
1) David et Olivier, 1986
Dans ce récit léger où Virginie est encore vivante, un Montmartre-village des années 1930-1933 idéalisé accueille le jeune Olivier, une sorte de Titi fantasmé qui découvre l'amitié avec le juif David et les jeux avec les copains d'école. 
2) Olivier et ses amis, 1993
Dans Olivier et ses amis, Robert Sabatier reprend ses personnages. À travers des mini-histoires d'une page ou deux et grâce à une vaste galerie de personnages, il fait revivre une multitude de petits événements de la vie de quartier à Montmartre dans ce début des années 1930, les rires, les larmes, les joies et les peines, les petites galères, les coups de colère, les réconciliations, etc.
3) Les Allumettes suédoises, 1969
Un poulbot orphelin de Montmartre en 1932-1933 découvre la vie dans ce quartier vivant peuplé d'amitiés, de tristesse et de petites joies.
4) Trois sucettes à la menthe, 1972
Victoria, la tante paternelle d'Olivier, et son mari, l'oncle Henri, qui ont « réussi dans la vie », ont adopté Olivier. Ce dernier vit donc maintenant à Paris, dans un grand appartement bourgeois et cossu avec deux bonnes. Le fils unique, orphelin de quartier, se découvre deux cousins (Marceau, plus âgé que lui, et Jami, plus jeune) et va devoir s'habituer difficilement à un nouvel environnement entre les rues de Paris, le canal Saint-Martin et les Grands Boulevards... 
5) Les Noisettes sauvages, 1974
Ce sont les vacances d'été pour Olivier. Il est alors envoyé à Saugues, en Haute-Loire, chez ses grands-parents paternels. Dans cette vie paysanne idéalisée, entouré du pépé tendre et cultivé, de la mémé distante mais aimante et du tonton Victor fraternel et protecteur, il découvre encore un nouvel univers et quelques anciens secrets de famille.
6) Les Fillettes chantantes, 1980
Les années ont passé, Olivier a seize ans, il est apprenti-imprimeur chez l'oncle Henri et la tante Victoria. Il découvre la poésie, Paris et l'amour. Il déclame du Baudelaire et du Hugo au travers de ses courses. Il passe des vacances en Touraine où il boit le vin rosé de ces fillettes de 37,5 centilitres. Il retrouve Saugues, éprouve ses premiers émois profonds pour les jolies femmes qui croisent sa route (Ji, sa cousine ; Vivy, l'épouse d'un industriel ; Junie Astor, la comédienne ; même Louise, la bonne...). Ses horizons intellectuels et culturels s'élargissent mais l'action se situe en 1939 et une nouvelle guerre s'annonce... 
7) Olivier 1940, 2003
L'adolescence avec ses joies et ses inquiétudes est terminée. Olivier a dix-sept ans et c'est l'exode. La famille part pour la Loire, puis l'Auvergne et le retour à Paris sous l'Occupation. Les avantages dont il bénéficie en raison de la position familiale finissent par le mettre mal à l'aise. Entre collaboration, trafics et résistance, bruits de bottes et peur sur la ville, il n'arrive pas à trouver sa place. Sa convocation pour le STO le fait passer dans la clandestinité. Mais en 1943, alors qu'il rejoint Saugues à pied, il rencontre des maquisards. Son choix est fait : il va les suivre.
8) Les Trompettes guerrières, 2007 
Été 1944 : Olivier a rallié les partisans des FFI en Auvergne. Il se bat contre l'occupant et rêve d'un monde où les livres permettraient aux hommes de vivre heureux. En voyant les cadavres des ennemis exécutés, il prend conscience des ravages de la guerre. II partage ensuite la joie de la Libération en spectateur désabusé. La série se clôt ainsi par ce portrait d'un enfant du siècle, enraciné dans sa culture paysanne, grandi dans un Paris populaire, riche de ces multiples apprentissages de la vie entre malheurs personnels et bonheurs familiaux, amours et amitiés du passé et du présent qui sont autant d'ouvertures au monde et ses désillusions.

## Adaptation pour la télévision
- Les Allumettes suédoises, trilogie.